# Щучье (озеро, бассейн Колозера)
Щучье — небольшое пересыхающее озеро на Кольском полуострове, принадлежит бассейну Колы. Площадь водной поверхности — 0,44 км².
В административном отношении расположено на территории Кольского района Мурманской области. Находится в 20 километрах к северу от города Оленегорск. Лежит на высоте приблизительно 141 метр над уровнем моря.
Озеро имеет удлиненную форму, вытянуто в направлении с севера на юг. Длина озера составляет 1 км, ширина до 0,67 км. Водоем расположен посреди болотного массива. Населённых пунктов на берегу озера нет.
В озеро впадают ручьи из соседних меньших озер. Сток осуществляется через ручей в озеро Колозеро, которое расположено к востоку от Щучьего.